# Dundanayakanahalli, Hassan
Dundanayakanahalli là một làng thuộc tehsil Hassan, huyện Hassan, bang Karnataka, Ấn Độ.